# Fairbanks North Star Borough

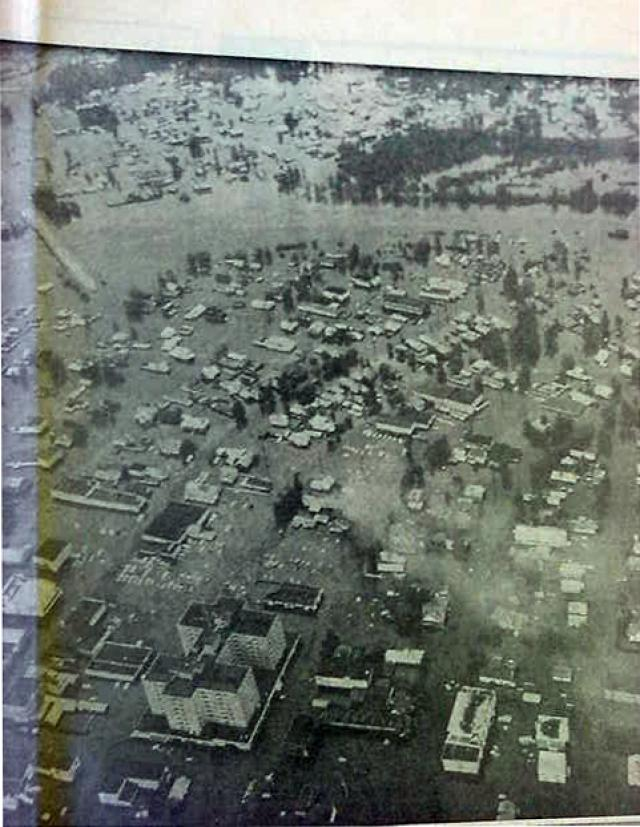
1967 – Überschwemmung der Innenstadt von Fairbanks

Fairbanks North Star Borough (deutsch: Fairbanks Nord-Stern-Bezirk) ist ein Borough im US-Bundesstaat Alaska in den Vereinigten Staaten von Amerika. Bei der Volkszählung im Jahr 2020 wurden 95.655 Einwohner gezählt.

## Geographie
Der Borough hat eine Fläche von 19.280 Quadratkilometern; davon sind 19.079 Quadratkilometer Land und 201 Quadratkilometer (1,04 Prozent) Wasserflächen. Er wird vom Office of Management and Budget zu statistischen Zwecken als Fairbanks–College, AK Metropolitan Statistical Area geführt.

## Geschichte
Das Borough wurde am 1. Januar 1964 gebildet und nach der Stadt Fairbanks benannt, die ihren Namen zu Ehren des Politikers und amerikanischen Vizepräsidenten Charles W. Fairbanks erhielt. Der Zusatz „North Star“ („Polarstern“) wurde in einem entsprechenden Schülerwettbewerb ausgesucht.

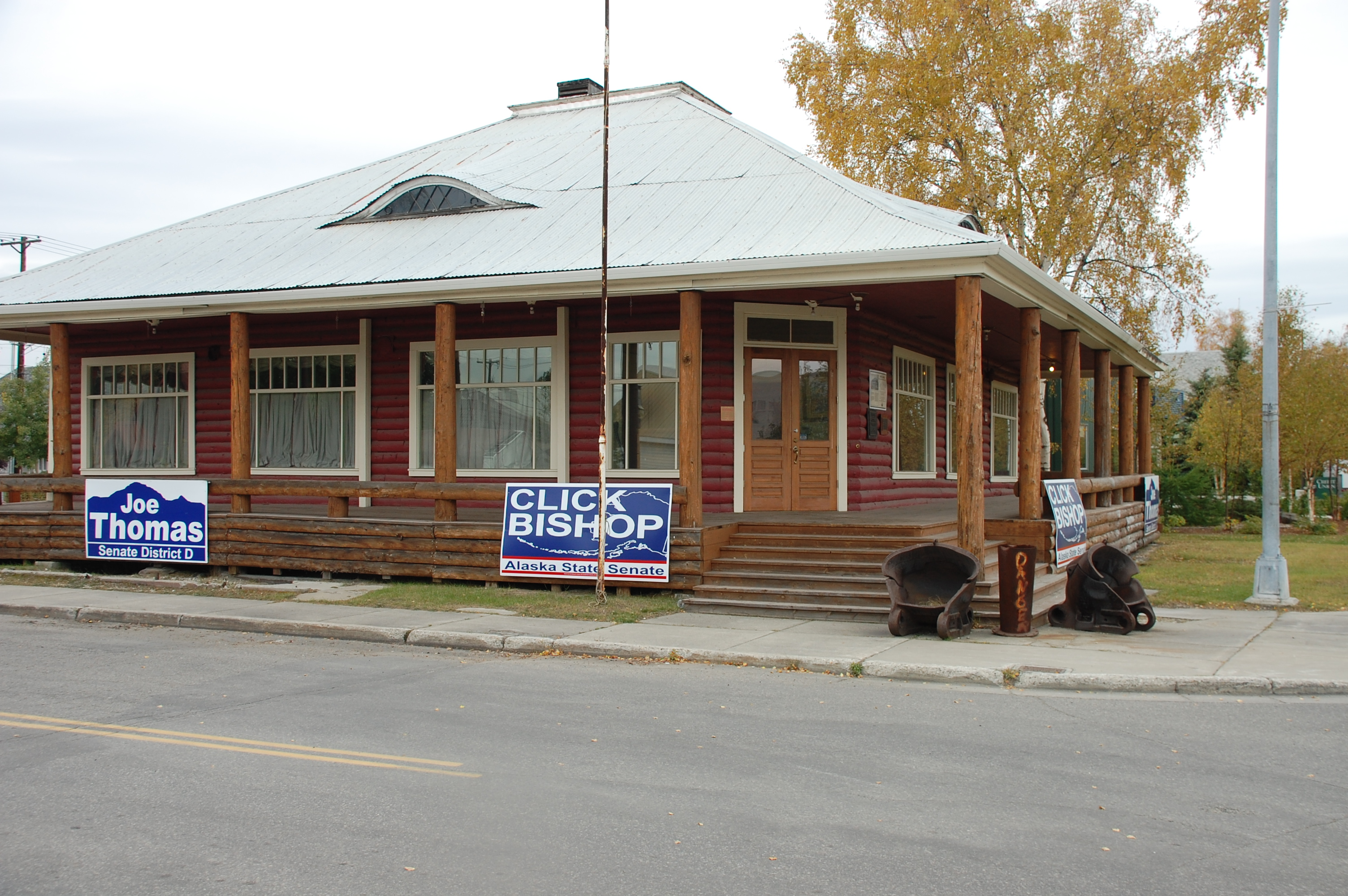
Die George C. Thomas Memorial Library hat seit Juni 1978 den Status eines National Historic Landmarks.

32 Bauwerke, Stätten und historische Bezirke (Historic Districts) im Borough sind im National Register of Historic Places („Nationales Verzeichnis historischer Orte“; NRHP) eingetragen (Stand 31. Januar 2022), darunter haben das Ladd Field, das Dampfschiff Nenana und die George C. Thomas Memorial Library den Status eines National Historic Landmarks.

### Angrenzende Boroughs und Census Areas
- Yukon-Koyukuk Census Area im Norden
- Southeast Fairbanks Census Area im Südosten
- Denali Borough im Südwesten

## Verwaltung und Politik
Der Rat des Boroughs besteht aus neun Mitgliedern, die alle drei Jahre gewählt werden. Der Borough Mayor ist der Verwaltungschef und wird für den gleichen Zeitraum gewählt. Aktuell ist dies Luke Hopkins.

## Bildung
Fairbanks ist Sitz der University of Alaska Fairbanks, dem Hauptcampus des University of Alaska System. An der Universität befindet sich zudem der Georgeson Botanical Garden, ein botanischer Garten.

## Städte und Orte
Im Fairbanks North Star Borough befinden sich 2 Cities (Gemeinden) sowie 15 Census-designated places (gemeindefreie Gebiete) (Stand 2020).

### Cities
- Fairbanks
- North Pole

### Census-designated places (CDPs)
- Badger
- Chena Ridge
- College
- Eielson AFB
- Ester
- Farmers Loop
- Fox
- Goldstream
- Harding-Birch Lakes
- Moose Creek
- Pleasant Valley
- Salcha
- South Van Horn
- Steele Creek
- Two Rivers